# Robert Harting
Robert Harting (Cottbus, 1984. október 18. –) olimpiai és világbajnok német atléta, diszkoszvető.
A 2008-as pekingi olimpián 67,09-ot dobott a diszkoszvetés döntőjében, mely végül hetven centiméterrel maradt el Virgilijus Alekna bronzérmes eredményétől.
A 2007-es oszakai világbajnokságon második lett az észt Gerd Kanter mögött, 2009-ben Berlinben egyéni legjobbját megdobva lett világbajnok.
A 2015-ös világbajnokság előtt bejelentette, hogy korábbi térdszalagszakadásából még nem épült fel, így nem vállalja az indulást.

## Egyéni legjobbjai
- Súlylökés – 18,63 m
- Diszkoszvetés – 70,66 m